# Peillon
Peillon település Franciaországban, Alpes-Maritimes megyében. Lakosainak száma 1427 fő (2022. január 1.). Peillon Blausasc, Drap, Peille és La Trinité községekkel határos.

## Népesség
A település népességének változása:
| Lakosok száma | 937  | 1038 | 1139 | 1322 | 1492 | 1483 | 1457 | 1465 | 1465 | 1427 |
|               | 1968 | 1982 | 1990 | 2006 | 2013 | 2015 | 2017 | 2019 | 2020 | 2022 |